# Вагановиці
Вагановиці (пол. Waganowice) — село в Польщі, у гміні Сломники Краківського повіту Малопольського воєводства.
Населення — 242 особи (2011).
У 1975-1998 роках село належало до Краківського воєводства.

## Демографія
Демографічна структура станом на 31 березня 2011 року:
|          | Загалом | Допрацездатний вік | Працездатний вік | Постпрацездатний вік |
| -------- | ------- | ------------------ | ---------------- | -------------------- |
| Чоловіки | 119     | 20                 | 78               | 21                   |
| Жінки    | 123     | 18                 | 73               | 32                   |
| Разом    | 242     | 38                 | 151              | 53                   |